# Paul Khevenhüller
Paul Khevenhüller, född 1586 eller 1593 i Wernberg i Kärnten, Ärkehertigdömet Österrike, Tysk-romerska riket, död den 9 december 1655, var en svensk friherre, general, storgodsägare och riksråd.

## Biografi
Khevenhüller var son till kejserliga rådet friherre Sigismund Khevenhüller och dennes hustru Regina von Thonhusen. Ätten tillhörde Österrikes äldsta och förnämsta ätter, men Paul Khevenhüllers ättegren hade på 1500-talet övergått till protestantismen, vilket lett till viss friktion mellan ätten och kejsaren. Khevenhüller var 1612 kejserlig silverkamrerare. Sedermera blev han utsedd till kejserligt råd hos kejsar Ferdinand II och till burggreve i Klagenfurt. 
1629 måste han och alla andra lutheraner, lämna österrikiska staterna och försälja sina gods där. Khevenhüller slog sig ned i Nürnberg, där han, då svenska armén råkat i ekonomiskt trångmål utlånade först 70.000 sedan ytterligare 60.000 riksdaler till Gustav II Adolf. Han var 1632 överste i svensk sold. 1636 reste han till Sverige för att utkräva ersättning för sitt lån, och fick då Julita gård som ersättning. Gården var av betydande storlek och omfattade vad som senare under 1600-talet blev fyra herrgårdar Julita gård, Äs, Fogelstad och Forsby.
1645 naturaliserades han som svensk adelsman, och 1647 upphöjdes han i svenskt friherrligt stånd. Khevenhüller utsågs även 1648 till änkedrottning Maria Eleonoras hovmarskalk och ståthållare på Wollin. 1653 upphöjdes han till riksråd och generalmajor. 1654 utsåg han till generalguvernör över änkedrottningens livgeding. Khevenhüller avled plötsligt 9 december 1655 på slottet Tre Kronor i Stockholm, i rikssalen, då han stod och värmde sig vid spisen, sedan han med övriga riksråd närvarat vid kronprins Karls döpelseakt.
Khevenhüller hade med sin hustru hovmästarinnan friherrinnan Regina Catharina von Windisch-Grätz tolv barn, men alla sex sönerna avled barnlösa, och Julitagodsen gick i arv till hans äldsta dotter Anna Regina, gift med friherre Matthias Palbitzki.